# 伊吹島
伊吹島（いぶきじま）は、香川県観音寺市に属する島。瀬戸内海の燧灘（ひうちなだ）に浮かぶ。「伊吹いりこ」（カタクチイワシの煮干し）の産地として知られる。
面積は1.09km2、周囲長は5.5km。四国本土の観音寺港の西10kmに位置し、有人島としては香川県の最西端にある。2020年（令和2年）の国勢調査による人口は323人。

## 名称
弘法大師が材木を引き揚げて薬師像を彫ったという伝承があり、この材木を意味する「異木」が「伊吹」に転訛したとされる。また、近くの海底に泡が噴き出ている場所があり、この場所を意味する「息吹」が転訛したという説もある。

## 地理

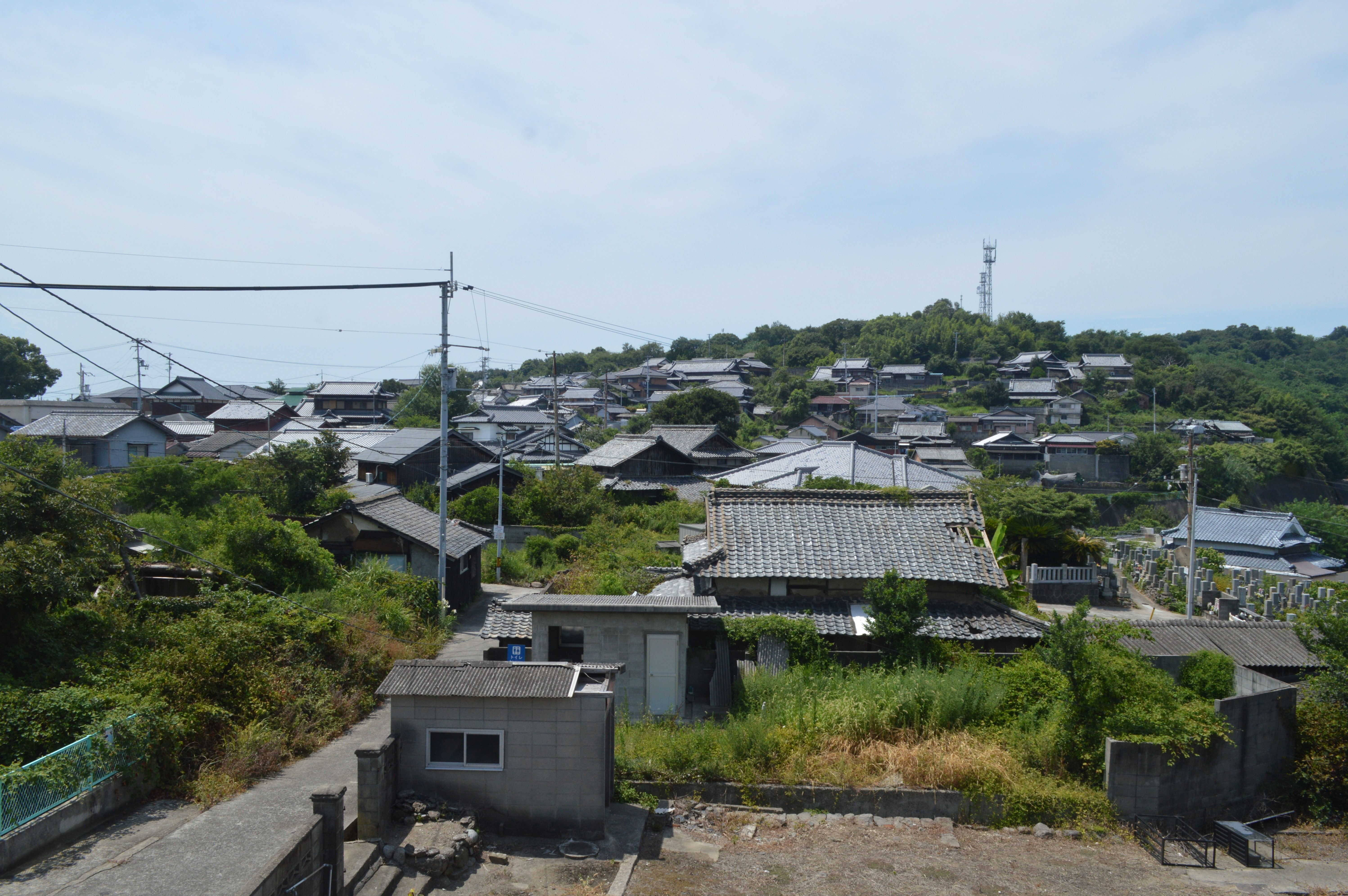
伊吹島の町並み

地質的には海底火山の噴火に伴う安山岩など（瀬戸内火山岩類）によって構成され、北浦安山岩層と滝宮安山岩層の2部層からなる。
伊吹島の周囲は険しい断崖となっている場所が多い。中央部は緩やかな台地状になっており、人家は鞍部となっている島の中心部に集中している。伊吹島では小規模な畑作が営まれているが、水田による稲作は不可能とされている。
南岸の真浦港から観音寺港に向かう定期船が運航されている。電気と上水道はいずれも本土より海底ケーブルによって供給されている。伊吹島には合田姓と三好姓が多い。
港湾
- 真浦港（南岸）
- 北浦港（北岸）

属島
- 股島
- 小股島
- 円上島

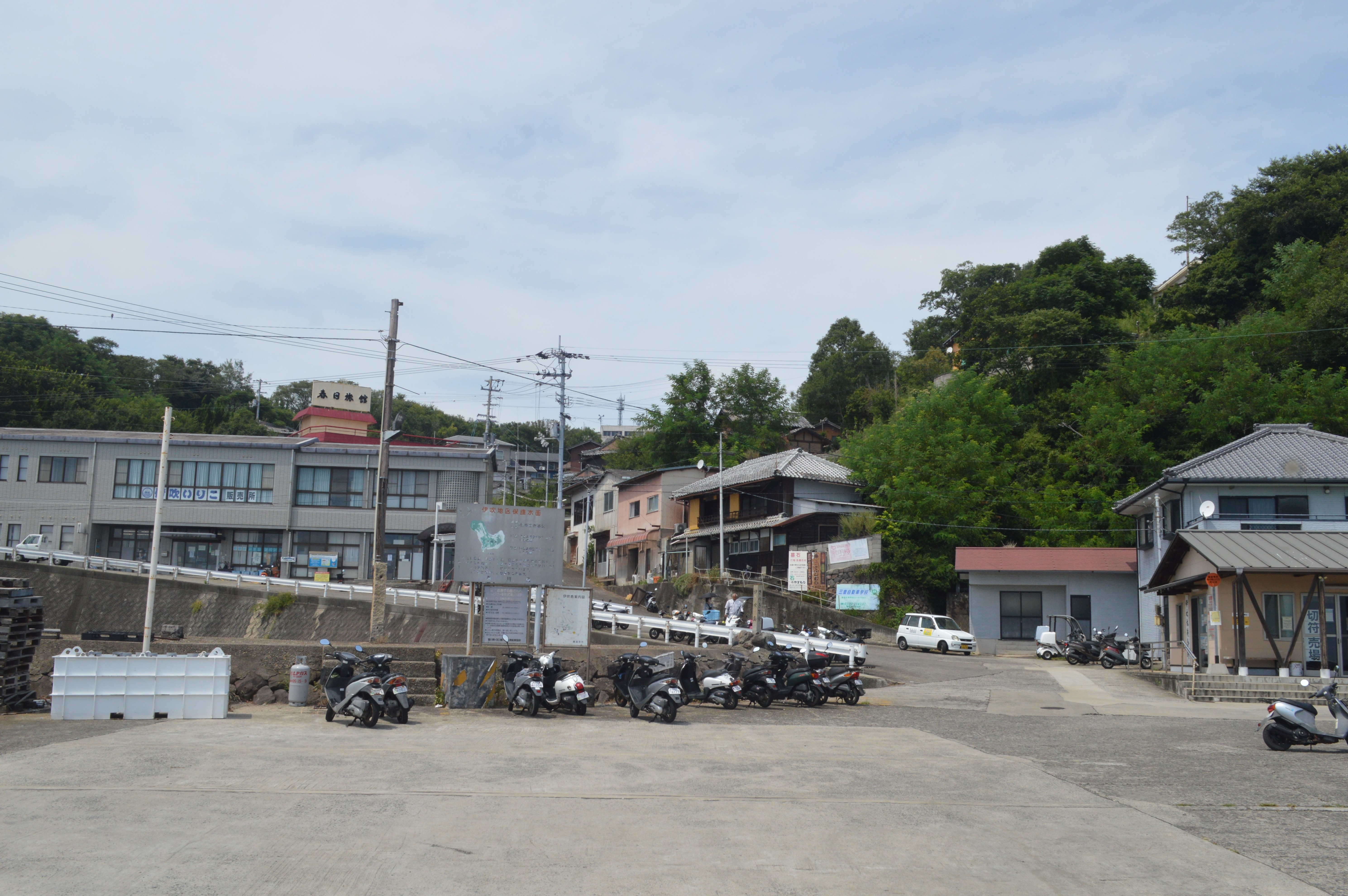
真浦港周辺
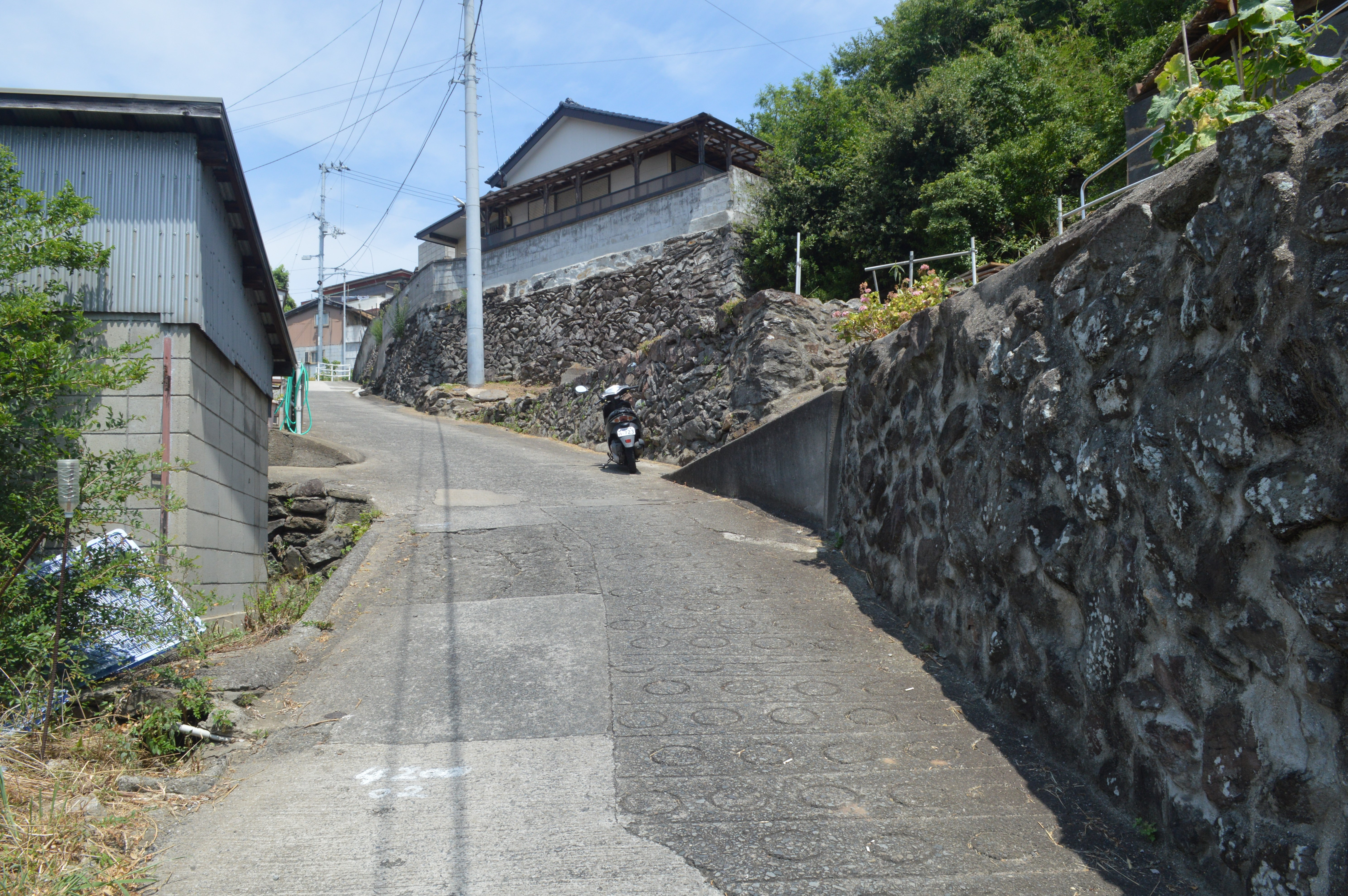
港と集落を結ぶ急坂
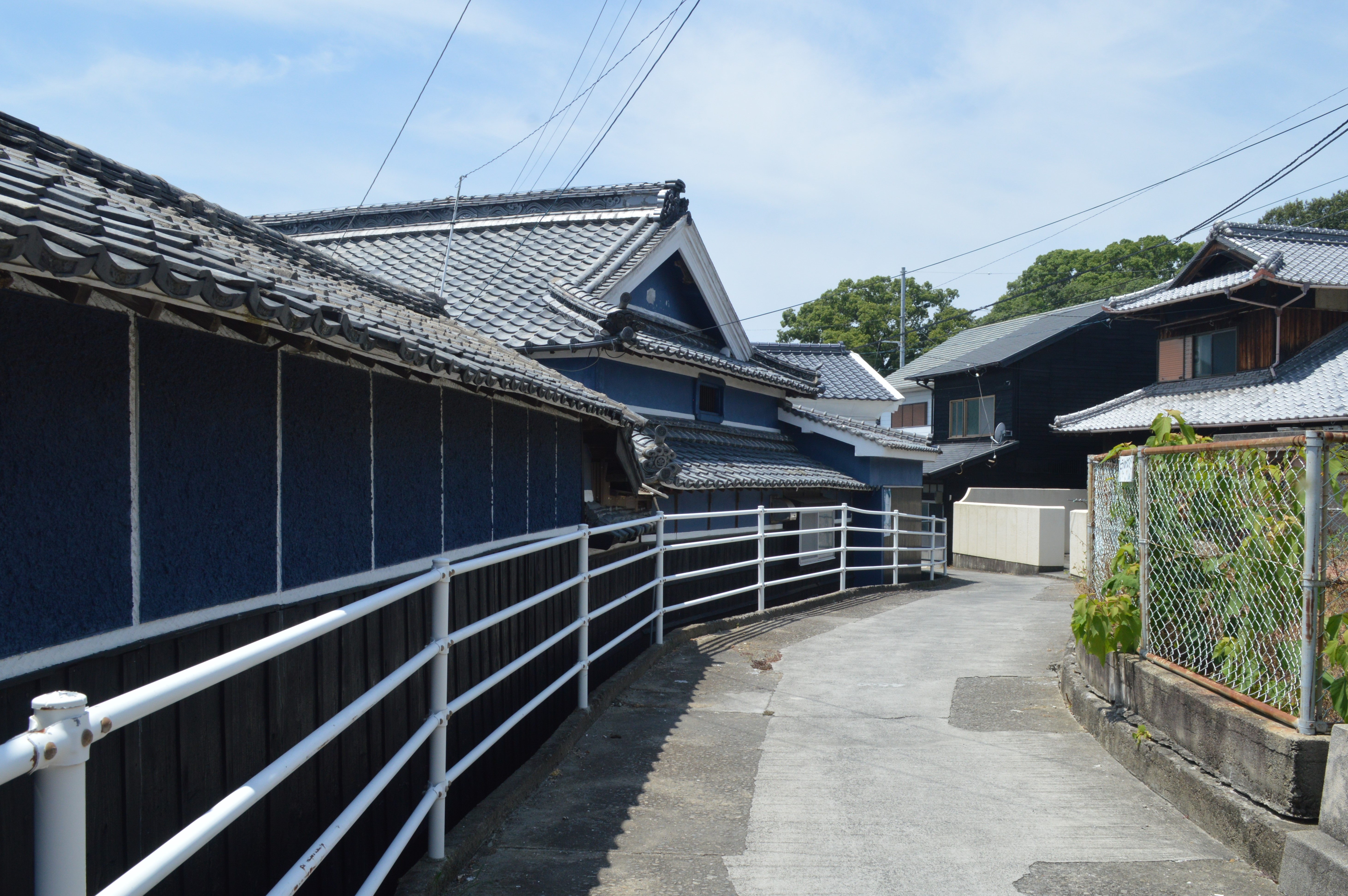
伊吹島中央部の集落
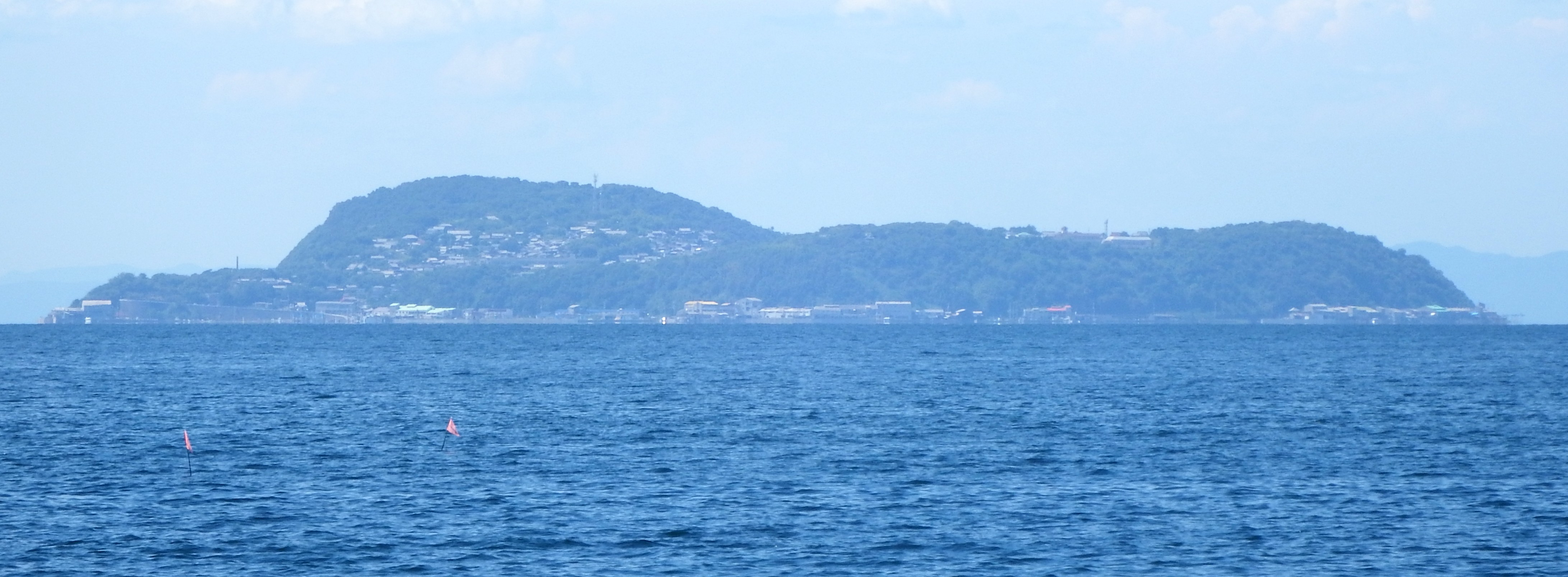
道の駅とよはまから見た伊吹島

### 人口の変遷
| 1872年（明治5年）  | 1075人 |  |  |
| 1891年（明治24年） | 1490人 |  |  |
| 1902年（明治35年） | 1868人 |  |  |
| 1913年（大正2年）  | 2339人 |  |  |
| 1922年（大正11年） | 2775人 |  |  |
| 1940年（昭和15年） | 3406人 |  |  |
| 1950年（昭和25年） | 4325人 |  |  |
| 1960年（昭和35年） | 3864人 |  |  |
| 1970年（昭和45年） | 2340人 |  |  |
| 1980年（昭和55年） | 1827人 |  |  |
| 1990年（平成2年）  | 1366人 |  |  |
| 2000年（平成12年） | 1020人 |  |  |
| 2010年（平成22年） | 712人  |  |  |
| 2020年（令和2年）  | 323人  |  |  |

## 歴史

### 先史時代
伊吹島の中央部には旧石器時代から古墳時代にかけての複合遺跡があり、旧石器時代のナイフ形石器や細石刃、縄文時代最晩期の突帯文のある土器の破片、弥生時代の高杯首飾土器の破片、古墳時代の須恵器や高杯却部土器の破片などが出土している。この複合遺跡は集落跡ではなく祭祀遺跡だったことが示唆されている。観音寺市における旧石器時代の遺跡は伊吹島のみである。

### 古代
大宝3年（703年）、豊後国宇佐から琴弾山を訪れた船が気噴島（伊吹島）に船を繋いだ記録がある。

### 中世
天治元年（1124年）には観音寺の琴弾八幡宮から勧請されて伊吹八幡神社が創建され、世観を開山として泉蔵坊が、満璋を開山として海蔵坊が創建されたとされる。平安時代末期から鎌倉時代初期には石清水八幡宮領だった。建長8年（1256年）には日吉社領となった。

### 近世
天正元年（1573年）、三好義継の子である三好義兼と三好義茂の兄弟は、伊吹島に隠住して勢力を拡大させた。慶長年間（1596年～1614年）には三好義継の三男である三好正治が白旗網の漁法を始めた。三好家は伊吹島に京風の文化を広めたとされ、やがて子孫が庄屋を務めるようになった。
江戸時代の伊吹島は讃岐国豊田郡伊吹島村だった。当初は生駒氏領だったが、寛永18年に丸亀藩（山崎氏）領、万治元年に丸亀藩（京極氏）領と代わった。
文化5年（1808年）9月10日には伊能忠敬測量隊が三豊郡和田浜から伊吹島に渡り、伊吹島や大股島などの測量を行った上で泉蔵院を宿とした。安政5年（1858年）頃からは股島の開拓が行われた。文化・文政年間（1804年～1830年）、有力者の萬屋金兵衛は独力で、真浦港における最初の防波堤とされる27mの東波止を築いた。このことが発端となり、慶応2年（1866年）には81mの東波止と82mの西波止が築造され、今日の真浦港の原型が築かれた。幕末頃には打瀬網漁が始まった。

### 近代
1871年（明治4年）には丸亀県の所属、同年には香川県の所属、1873年（明治6年）には名東県の所属、1875年（明治8年）には再び香川県の所属、1876年（明治9年）には愛媛県の所属と変遷したが、1888年（明治21年）に香川県の所属で落ち着いた。
1890年（明治23年）2月15日には豊田郡觀音寺町が発足し、伊吹島は觀音寺町大字伊吹となって出張所が置かれた。1899年（明治32年）3月16日には新たに三豊郡が発足し、觀音寺町は三豊郡の自治体となった。1902年（明治35年）11月には伊吹島漁業組合が設立された。1914年（大正3年）には第一等伊吹丸が進水し、伊吹島にも動力船が導入された。
1918年（大正7年）4月には日之出館が上方歌舞伎を招いてこけら落しを行った。日之出館は廻り舞台や花道を有する芝居小屋であり、芝居・浪曲・映画の興行が行われたほか、青年会の会合や小学校の学芸会も行われた。
真浦港近くに小規模な発電所が建てられ、1924年（大正13年）9月には伊吹島に電灯が灯った。四国の離島としては最も早く電灯が灯った島とされる。1934年（昭和9年）12月28日には円上島の球状ノーライトが国指定天然記念物に指定された。
大正初期に内海漁業が行き詰まると、長崎県の五島列島や朝鮮半島沿海に遠征して鯖網漁が行われ、やがて漁獲の主体がサバからイワシに移っていった。1924年（大正13年）4月中旬には浦項寺家と呼ばれる海難事故が起こり、朝鮮に出漁中の60人が死亡したことで、伊吹島では約10戸が再起不能となった。この事故の後には帝国水難救済会伊吹支所が設置されている。
1934年（昭和9年）9月21日には室戸台風によって北浦の避難港が竣工式の前日に全壊したが、1936年（昭和11年）には再度の工事によって防波堤が竣工した。伊吹島の網元は朝鮮に根拠地となる漁業基地を持っていたが、太平洋戦争終戦によって朝鮮における資産を失った。

### 現代
1945年（昭和20年）9月17日には枕崎台風によって真浦港が全壊し、真浦港に停泊していた漁船230隻の大半が破損した。小学校の2階建校舎1棟が全壊して1棟が半壊したほか、島内の民家も甚大な被害を受けた。
三豊郡觀音寺町において伊吹島は発言力が弱く、不公平な税負担を強いられたり行政サービスの還元が少なかったことから、1949年（昭和24年）1月1日、三豊郡觀音寺町大字伊吹が伊吹村として分離された。終戦直後には都市部の食糧難や朝鮮からの引き揚げによって人口が増加し、1950年（昭和25年）には人口がピークの4325人に達した。1950年（昭和25年）には発電所を四国電力から買収して村営とし、点灯時間は日没から23時にまで拡大した。1952年（昭和27年）4月、漁協が伊吹漁業協同組合に改称した。
財政面の厳しさを理由として、昭和の大合併の1956年（昭和31年）9月30日には伊吹村が観音寺市に編入されて観音寺市に伊吹町が設置された。同日に伊吹村は廃止された。1957年（昭和32年）には離島振興法の適用地に指定され、1959年（昭和34年）には離島振興計画によって農山漁村電気導入促進法の適用を受けた。
1960年（昭和35年）には日本の映画館数がピークを迎えたが、この頃の伊吹島には映画館として日之出館と伊吹映画劇場の2館があった。1967年（昭和42年）には海底ケーブルによる送電が開始され、24時間の点灯が可能となった。
伊吹島には湧水・地下水や河川がないことから、生活用水は長らく雨水に依存していた。1973年（昭和48年）には観音寺市営の給水船ひうちが本土からの上水道の送水を開始し、その後簡易水道が設置された。1984年（昭和59年）には海底パイプによる上水道の送水が開始された。
2002年（平成14年）の住民基本台帳人口は987人となって1000人を下回った。実際の居住者数は住民基本台帳人口よりも少ないとされる。2014年度（平成26年度）の来島者数は約11,000人だった。
2013年（平成25年）夏、初めて伊吹島が瀬戸内国際芸術祭（夏会期）の会場となった。2016年（平成28年）秋には初めて秋会期の会場となった。瀬戸内国際芸術祭の期間中には定期船の増便も行われている。

## 産業
漁業と水産加工業が伊吹島の主産業である。カタクチイワシの煮干しである「伊吹いりこ」の産地として知られる。

### 伊吹いりこ

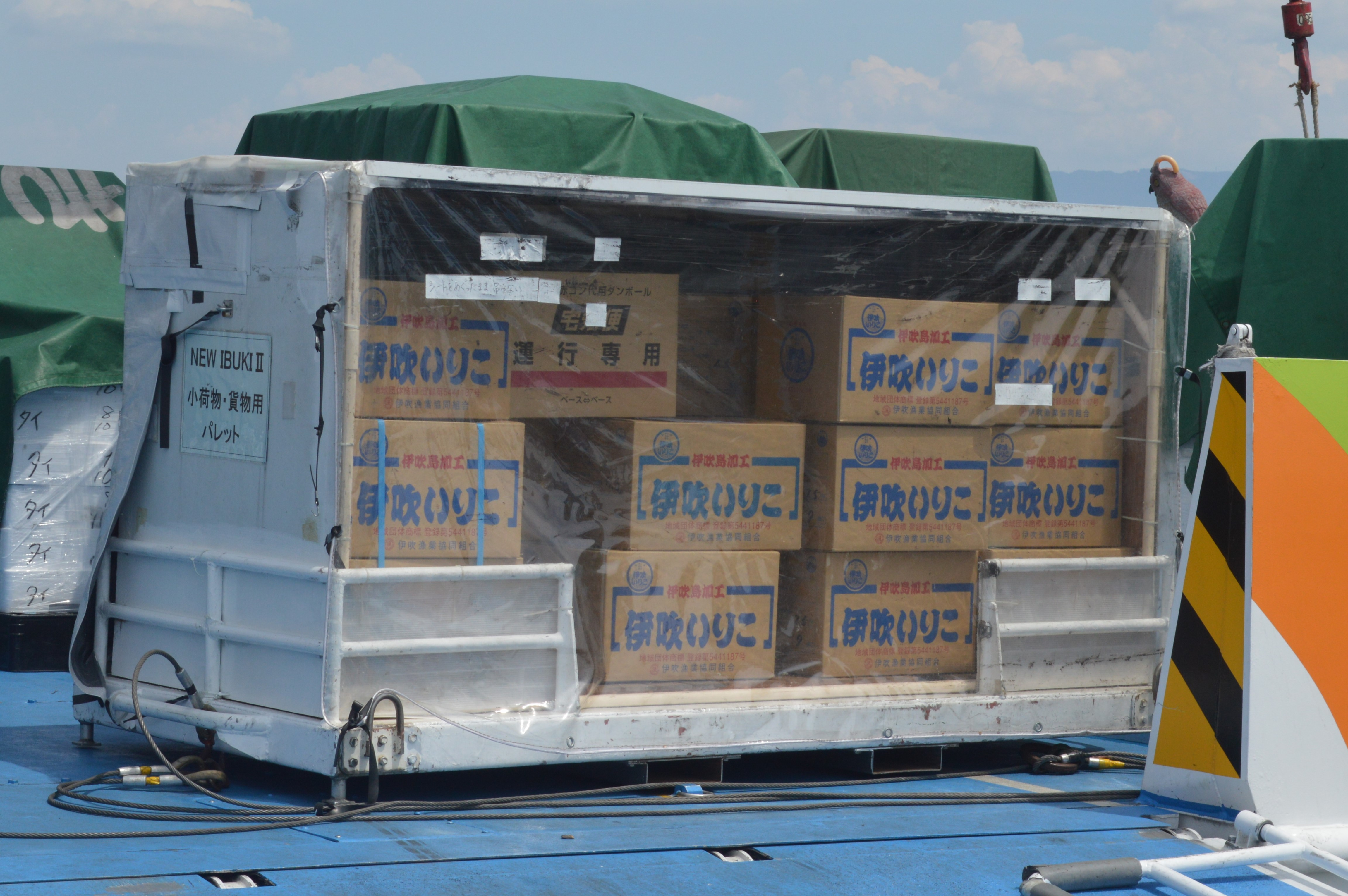
伊吹いりこ

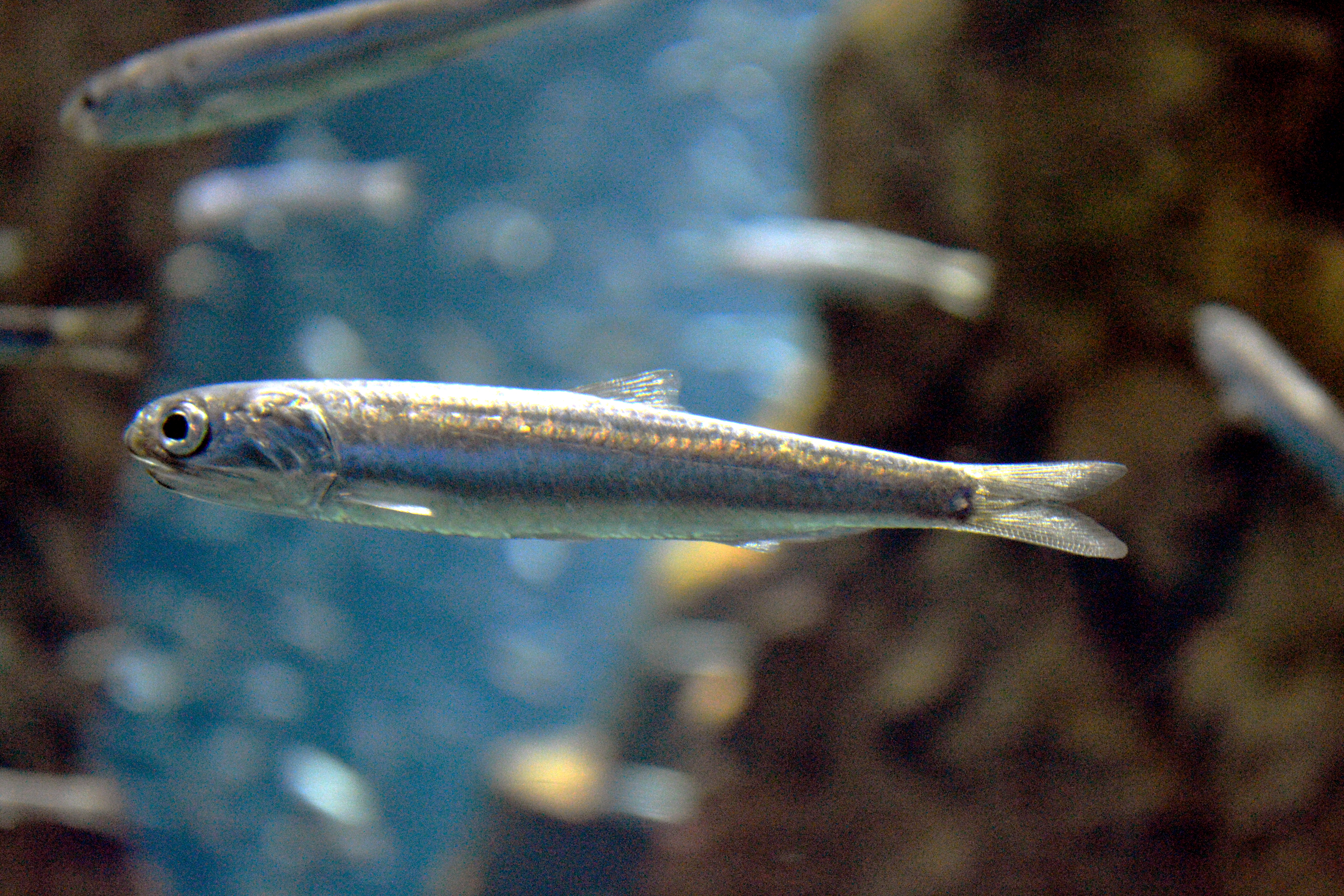
カタクチイワシ

#### 歴史
伊吹島でいりこの製造が始まったのは幕末の文久2年（1862年）であるとされ。明治時代には10軒ほどがいりこを製造していた。1967年（昭和42年）には海底ケーブルによる送電が開始されたことで、1970年代には機械化が進んでいりこの製造量が急増し、ピークの1985年（昭和60年）には製造量が年間4000トンを超えた。1988年（昭和63年）には売上高が約44億円に達し、伊吹島だけで九州全体の煮干しの売上高を上回った上に、網元1軒あたりの売上高は2億円を超えていた。
1993年（平成5年）頃からの不漁を機に資源調査や管理に着手し、6月から9月までの漁期の間にも休漁日を設けている。2008年（平成20年）の調査において、香川県は都道府県別の煮干し生産量で全国第6位であり、香川県全体の約80%を伊吹島が占めていた。2011年（平成23年）の製造量は約1500トンだった。2010年代には売上高が10億円前後で推移し、漁獲量が低迷した2014年（平成26年）の売上高は約6億円だった。

#### 特色
伊吹島のカタクチイワシ漁は6月中旬に始まり、9月初旬に終了する。2020年代時点では15軒の網元がパッチ網漁（イワシ機船船びき網漁業）によってカタクチイワシを漁獲している。2011年（平成23年）9月、伊吹漁業協同組合による「伊吹いりこ」が特許庁の地域団体商標（地域ブランド）に登録された。伊吹島の沖合で漁獲されたカタクチイワシを伊吹島で加工し、伊吹漁協が取り扱ったものだけがこのブランドで出荷される。伊吹島は「いりこ島」と呼ばれることもある。
2018年（平成30年）時点では15統の網元が創業しており、それぞれの網元がイワシ漁から加工までを一貫して担っている。4隻一組で行うパッチ網漁は、網を引く本船2隻、魚群を探す探知船1隻、漁獲したカタクチイワシを運ぶ運搬船1隻からなる。本船が網を投下して引き揚げ、運搬船で運んで加工場内に吸い上げると、2分半ほど釜茹でにした後、約20時間にわたって乾燥させる。カタクチイワシを鮮度が高いうちに釜茹でし、大きさに合わせて乾燥時間を調整することで、苦味の元となる脂分が少なく仕上がる。真水よりも沸点の低い海水を釜茹でに用いることで、いりこが熱湯の中で踊らずに皮がはげにくいとされる。
四国本土の讃岐うどん店やラーメン店での出汁とりなどに使われる。多くの讃岐うどん店が伊吹いりこを使用しているとされる。香川県西讃地域の郷土料理として、伊吹いりこを用いた炊き込みご飯の「いりこ飯」がある。

#### 派生商品
昔から伊吹島の漁師はいりこを日本酒に漬けた酒を愛飲したとされるが、2011年（平成23年）には観音寺市の川鶴酒造が「炙りいりこ酒」を開発した。酸度が高くアミノ酸が少ない日本酒を用いることで、いりこのうまみ成分であるイノシン酸とグルタミン酸の相乗効果を狙ったという。
成長しすぎたカタクチイワシは脂いわしと呼ばれ、乾燥させにくいことから商品価値がないとされるが、伊吹島の漁師は釜揚げにしてポン酢などを付けて漁師めしとして食べていた。伊吹漁協と冷凍食品メーカーのキョーワが共同開発を行い、2019年（令和元年）には釜揚げいりこの販売を本格的に開始した。

## 伊吹島方言
伊吹島方言は平安末期の京都のアクセントを残す、全国的にも珍しいアクセントであるとされる。
1965年（昭和40年）から1966年（昭和41年）にかけて、神戸大学の学生だった妹尾修子が観音寺市立伊吹中学校の協力を得て調査し、指導教官だった和田実によって学会に報告された。京阪式アクセントや讃岐式アクセントが、アクセント核がある拍までのピッチの変化が「高起式」「低起式」の2つの式として整理されるのに対し、伊吹島アクセント（伊吹島式アクセント）は「平進式」「下降式」「上昇式」の3つの式の区別として整理されるという特徴がある。
言語学者としては金田一春彦（1983年来島）、上野善道（1983年来島）、服部四郎などが伊吹島を訪れて調査している。伊吹島方言は平安末期のアクセントを保つ事例として学界の定評を得ていたが、2001年（平成13年）には方言学者の山口幸洋と名倉仁美によって、言語外事実を考慮した上での疑問が呈された。

## 教育

### 伊吹小学校・伊吹中学校

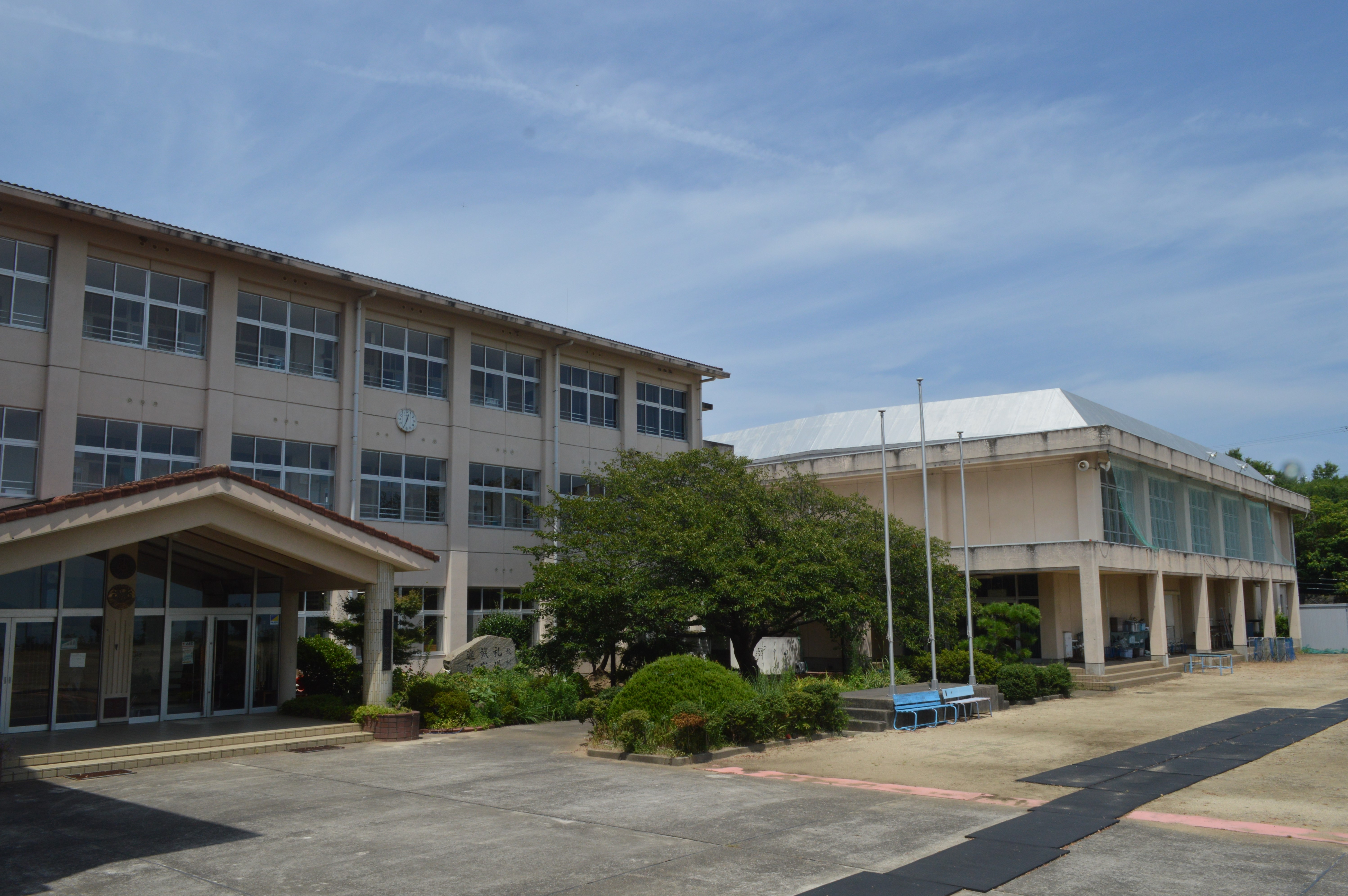
観音寺市立伊吹小学校・伊吹中学校

1892年（明治25年）11月に伊吹小学校が創立した。1947年（昭和22年）には伊吹小学校に併設して伊吹中学校が開校し、1952年（昭和27年）には新校地に移転した。伊吹小学校の児童数のピークは683人を有していた1959年（昭和34年）であり、伊吹中学校の生徒数のピークは336人を有していた1962年（昭和37年）である。1968年（昭和43年）には塩水プールが完成し、水泳部は香川県大会や四国大会などで好成績を収めた。
2010年（平成22年）に観音寺市立伊吹小学校が観音寺市立伊吹中学校の敷地に移転し、小中併設校となった。2016年（平成28年）6月には「アサギマダラを伊吹小中学校に呼ぼうプロジェクト」を開始させた。観音寺市の小学生は伊吹島を訪れて離島について学ぶ洋上学習を行っている。洋上学習は観音寺市を代表する体験学習とされ、2023年度（令和5年度）には47回目を迎えた。
伊吹島には高等学校がないため、伊吹島出身の高校生は伊吹観音寺航路を用いて四国本土の高校に通うか、観音寺市に下宿して四国本土の高校に通っている。

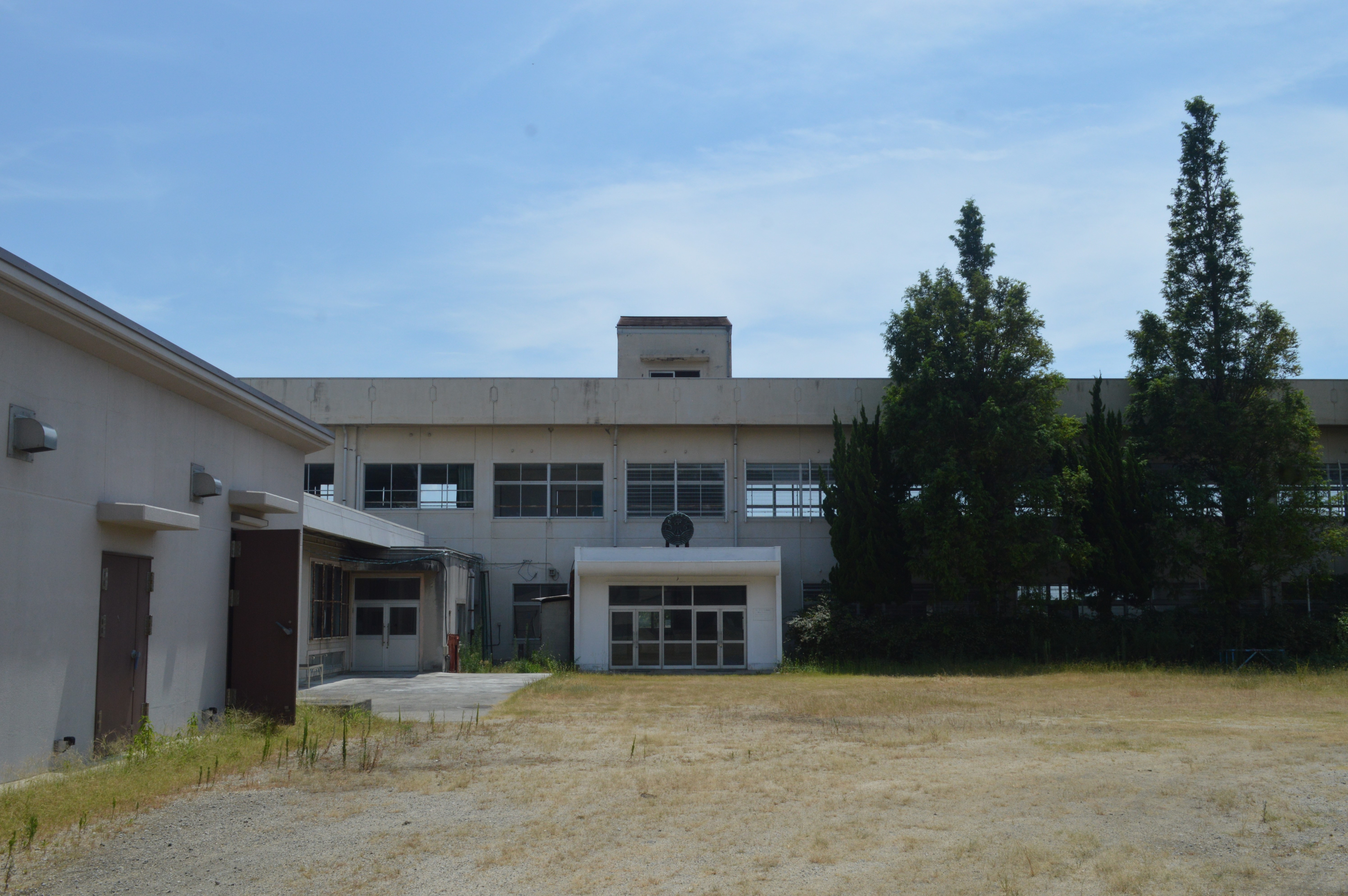
旧伊吹小学校

## 交通

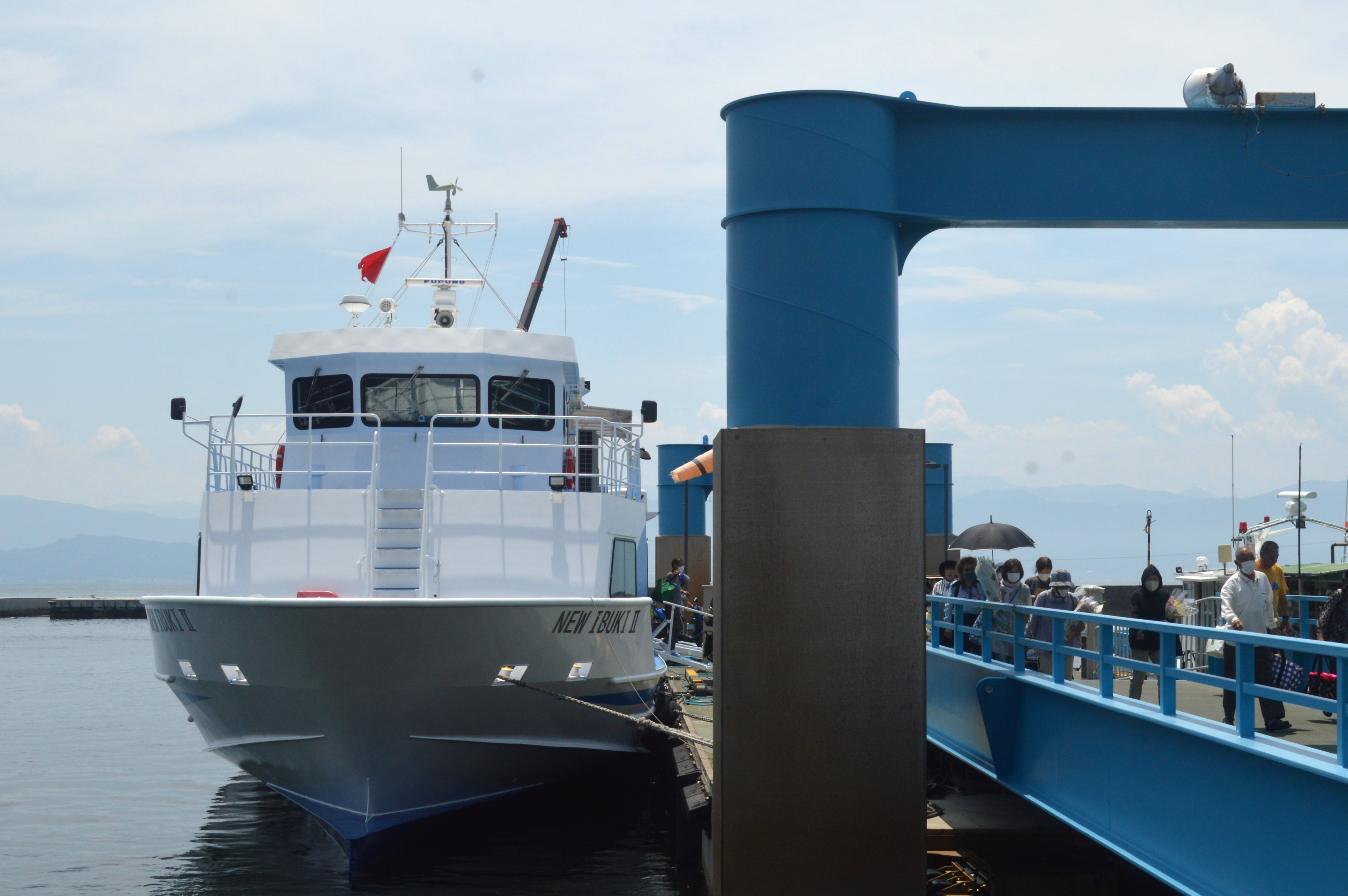
真浦港

### 海上交通

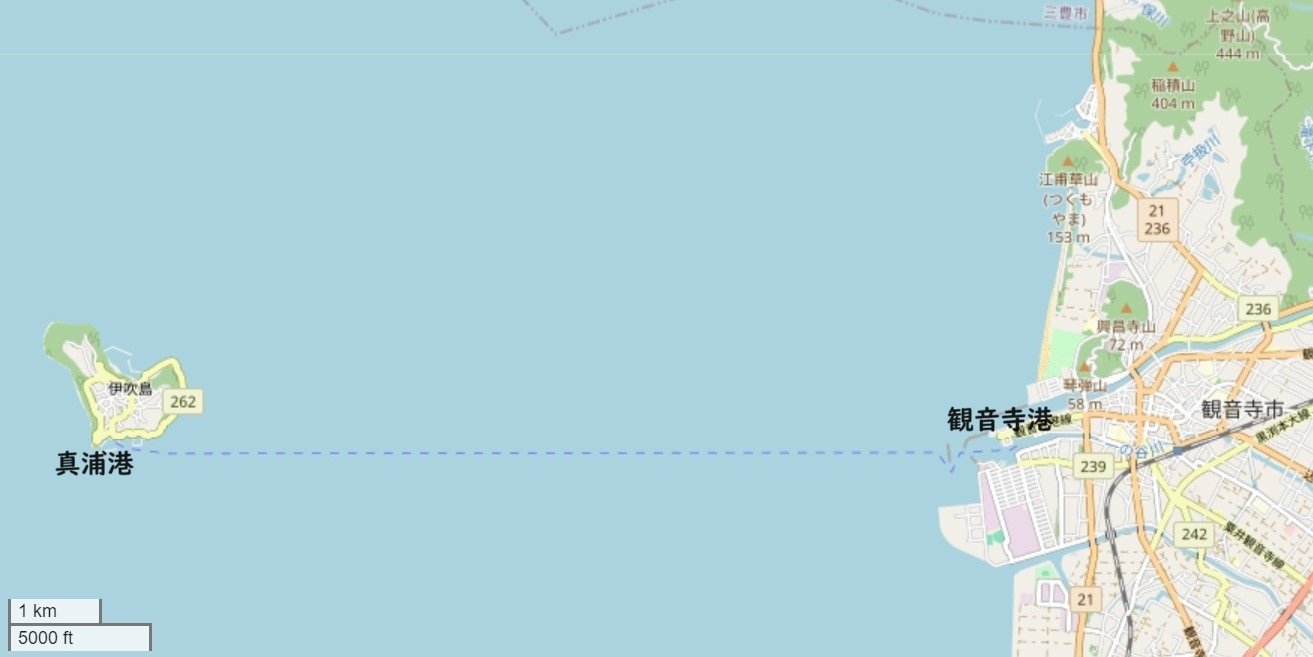
伊吹観音寺航路
- 観音寺港 - 真浦港
  - 所要時間25分。一日5往復。バイク・自転車も乗船可。香川県の離島航路のなかで唯一の市営航路だったが、2021年（令和3年）10月1日には民営化されて真鍋海運が事業者となった[40]。これを機に一日4往復から一日5往復に増便された[40]。

#### 航路の歴史
明治中期頃には観音寺港と真浦港の間に貨客郵便船が就航したが、帆船だったことで欠航も多かった。1919年（大正8年）には初めて機械船の第一伊吹丸が就航し、1920年（大正9年）には第二伊吹丸に、1924年（大正13年）には第三伊吹丸に、1933年（昭和8年）には第五伊吹丸に更新されて大型化していった。
戦後の1950年（昭和25年）6月には乗客定員104人の第六伊吹丸が就航した。1957年（昭和32年）4月には定員120人の第十二伊吹丸が就航し、観音寺港と真浦港の便数は一日4往復となった。1970年（昭和45年）1月には定員200人のいぶき丸が就航し、便数は一日6往復となった。1977年（昭和52年）2月には定員300人のことひきが就航した。

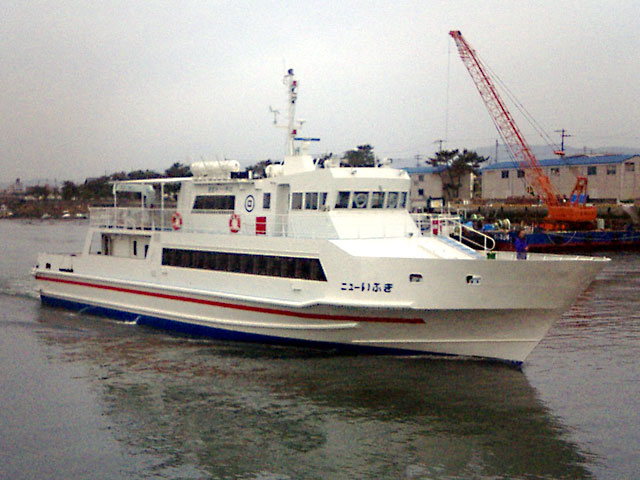
観音寺港に停泊するニューいぶき
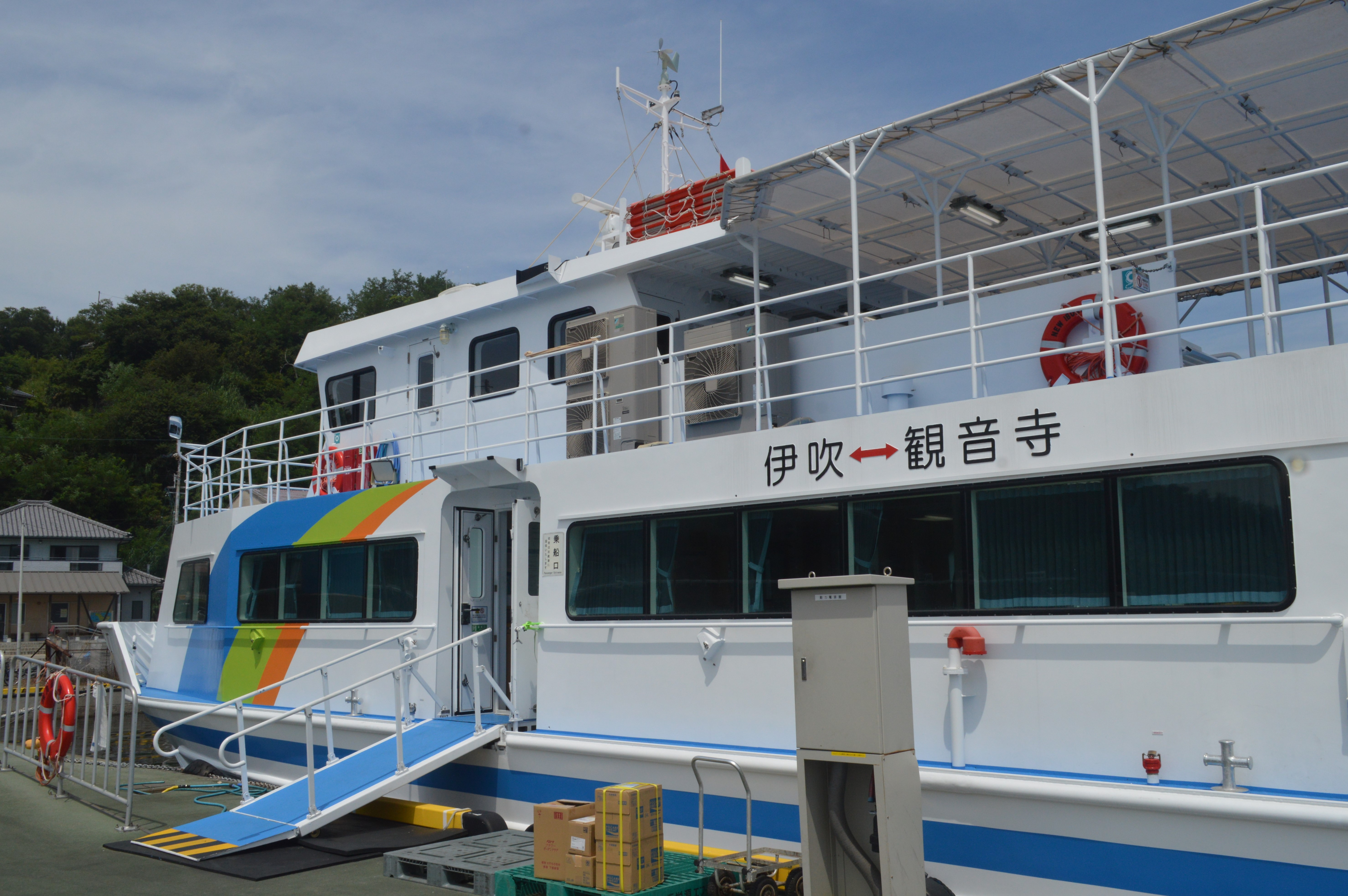
真浦港に停泊するニューいぶき2

### 道路
伊吹島の集落内の道路は幅が狭くて急勾配であるため、住民の足としてオートバイやオート三輪が用いられていた。2007年（平成19年）6月29日には観音寺市のりあいバスの伊吹線が運行開始した。
県道
- 香川県道262号伊吹循環線

バス
- 観音寺市のりあいバス伊吹線

## 施設

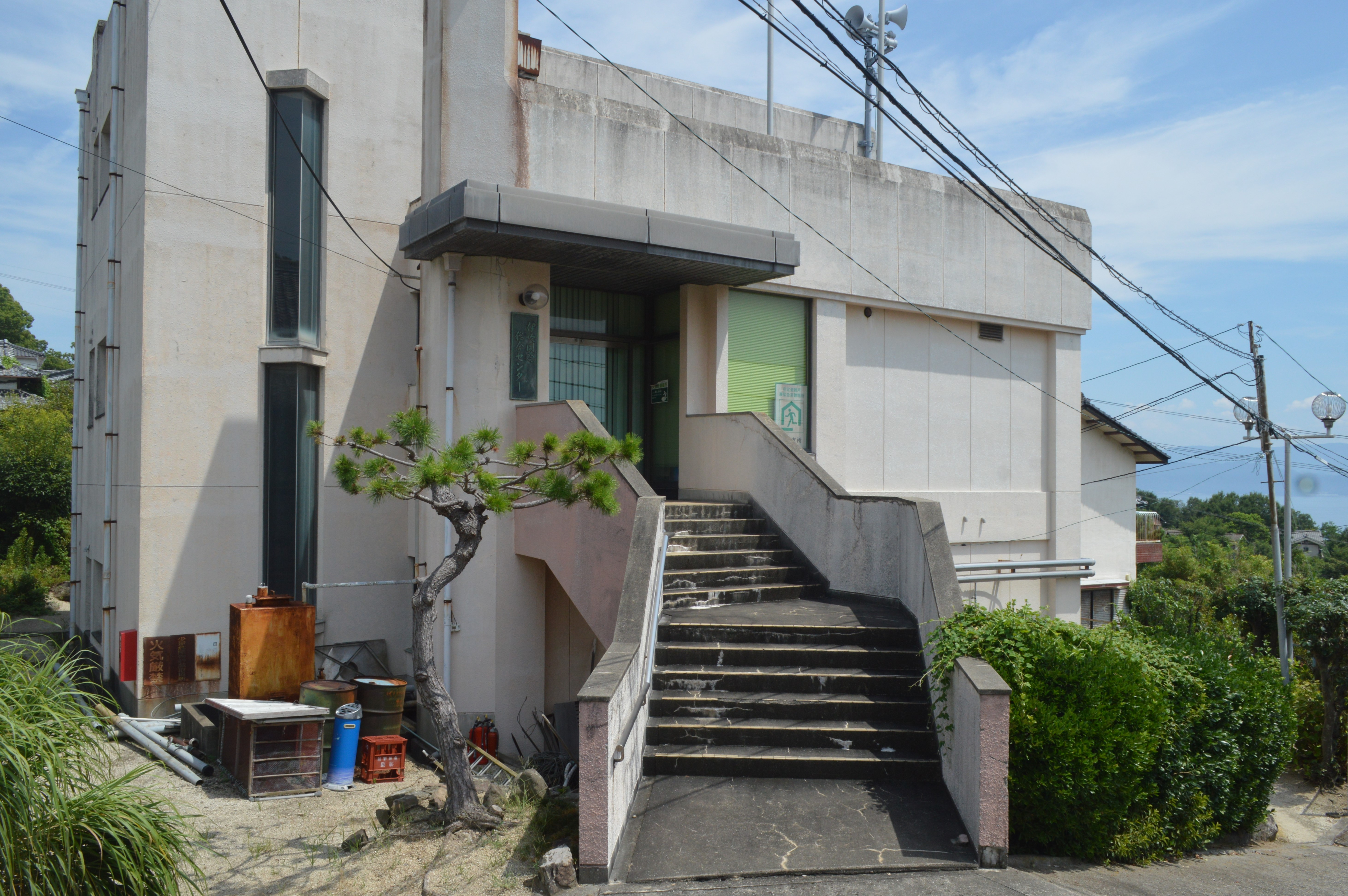
観音寺市伊吹支所
- 観音寺伊吹郵便局

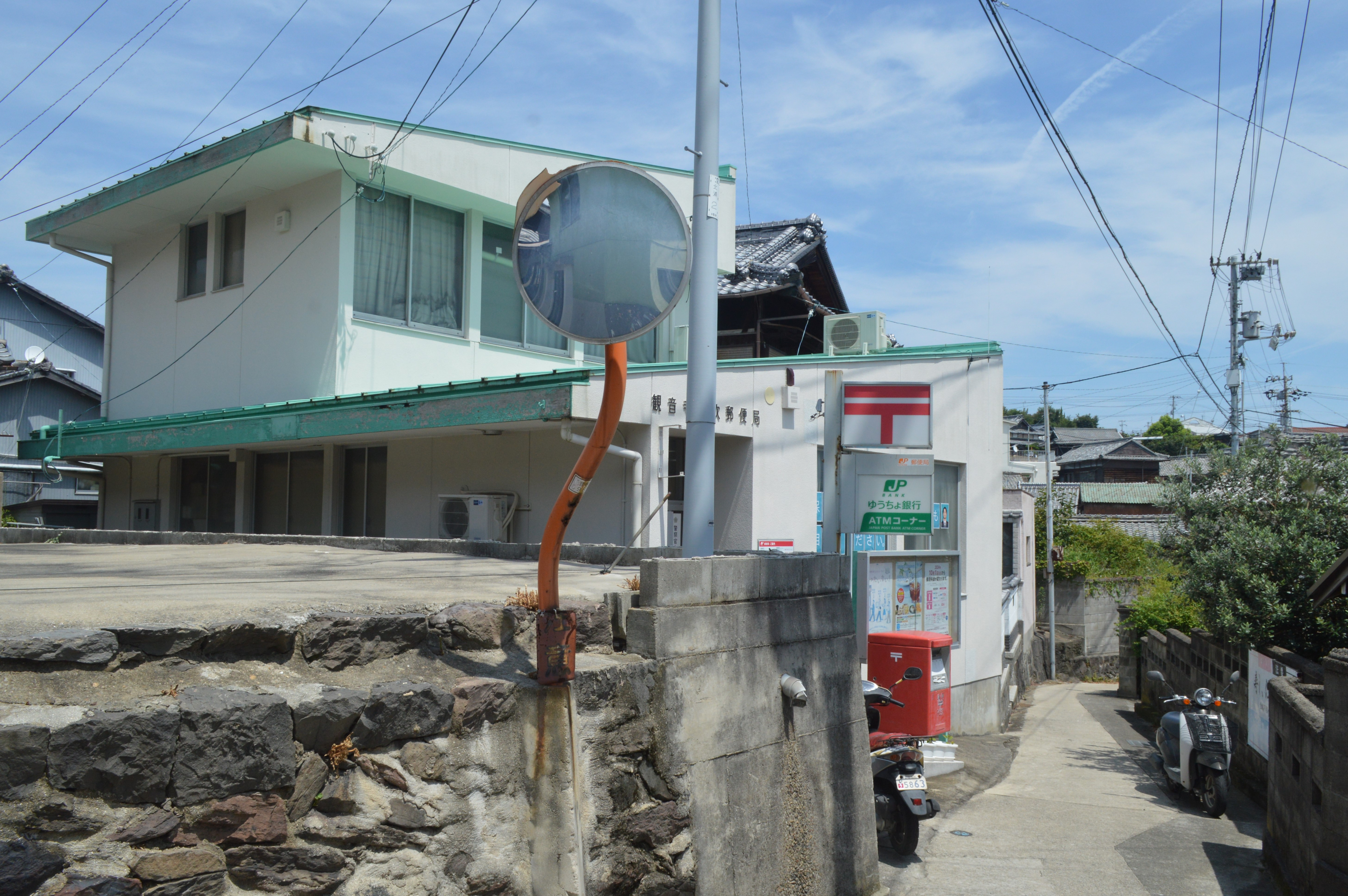
観音寺伊吹郵便局

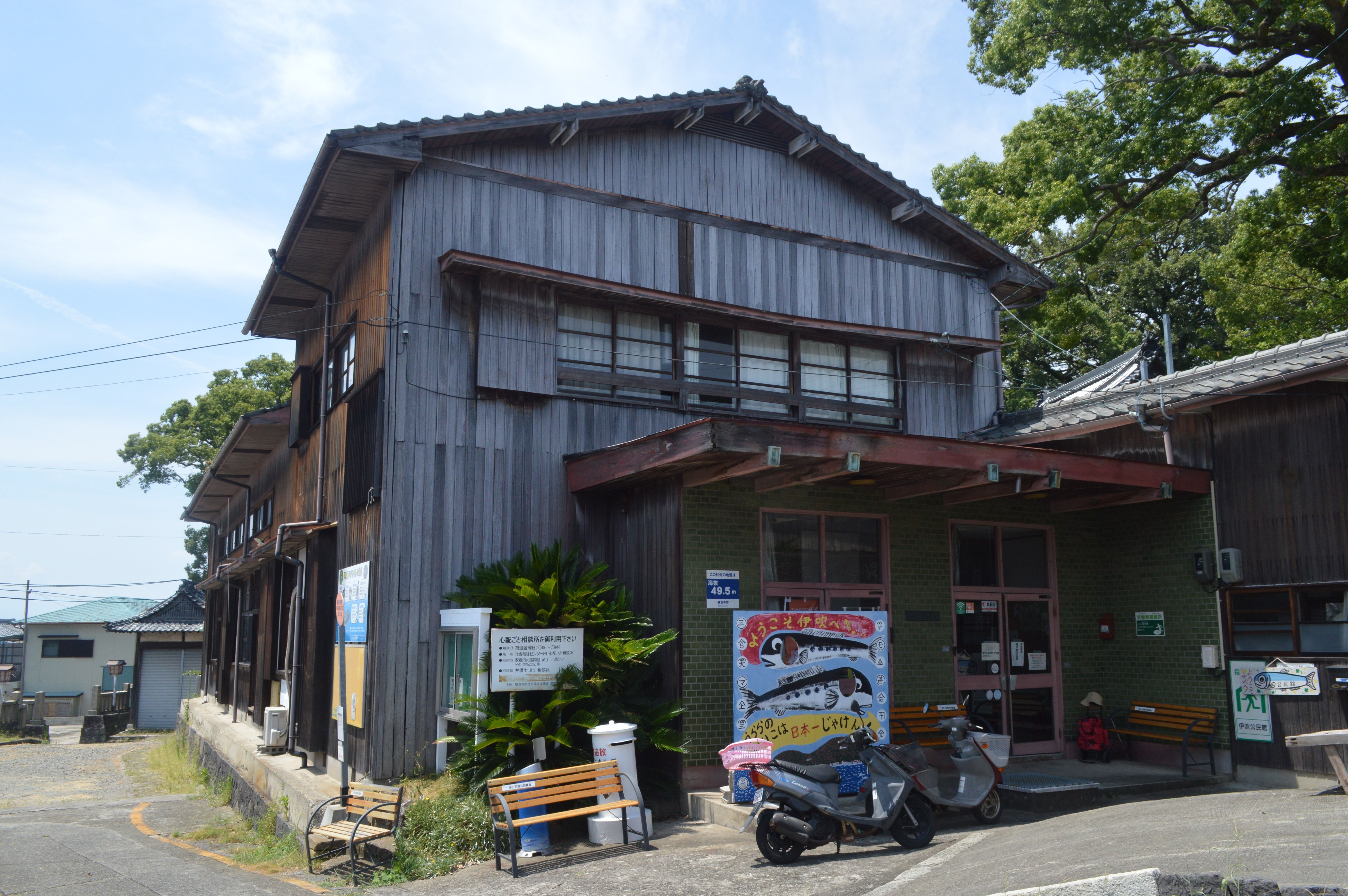
伊吹公民館 - 1966年（昭和41年）10月竣工[6]。芝居小屋の日之出座跡地に建っている[43]。
- 伊吹診療所 - 1981年（昭和56年）3月25日竣工、4月20日診療開始[6]。
- 伊吹駐在所
- 観音寺市立伊吹保育所
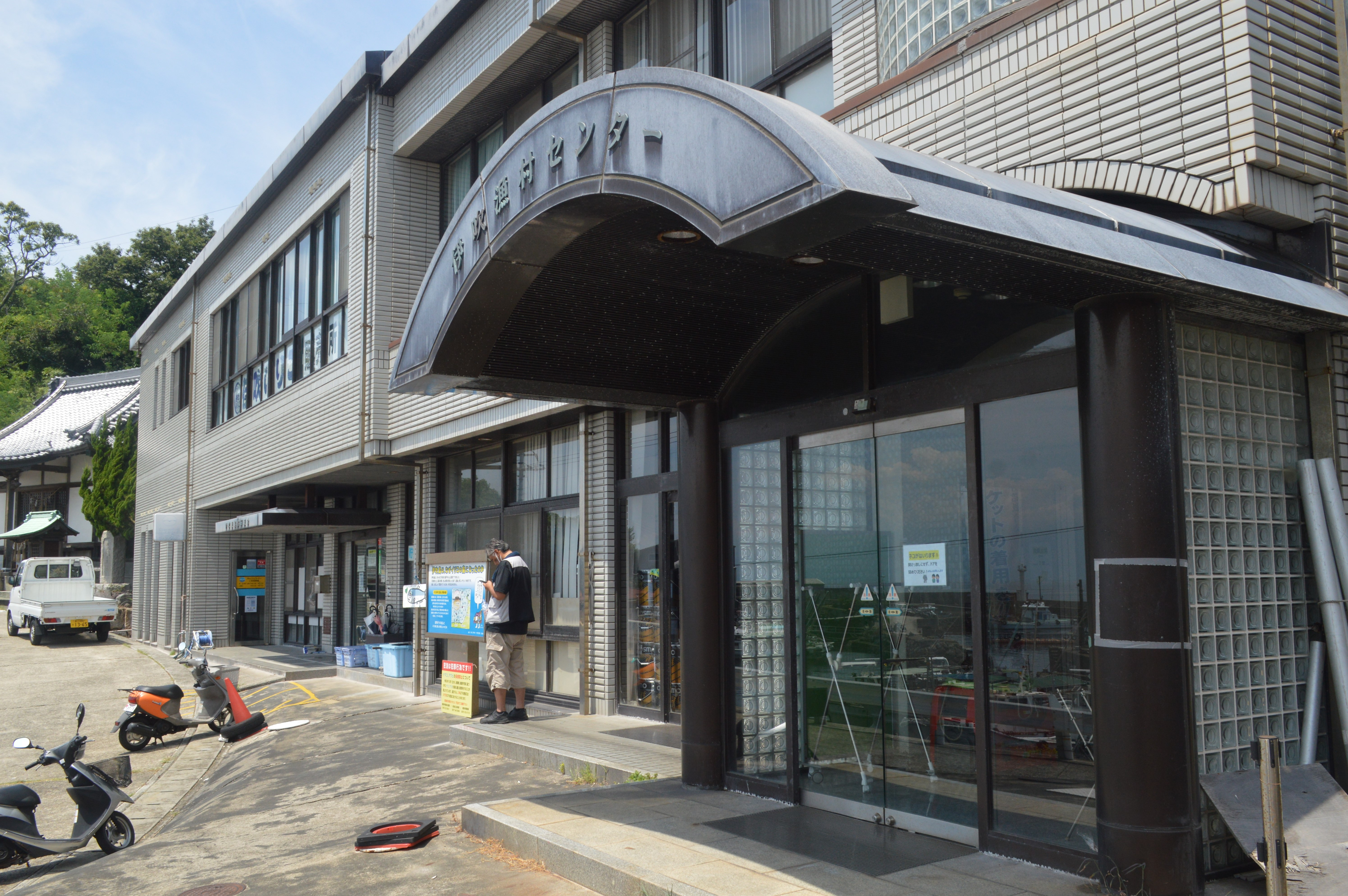
伊吹漁村センター
- 伊吹漁業協同組合
- 真浦港
- 観音寺市伊吹クリーンセンター
- 春日旅館
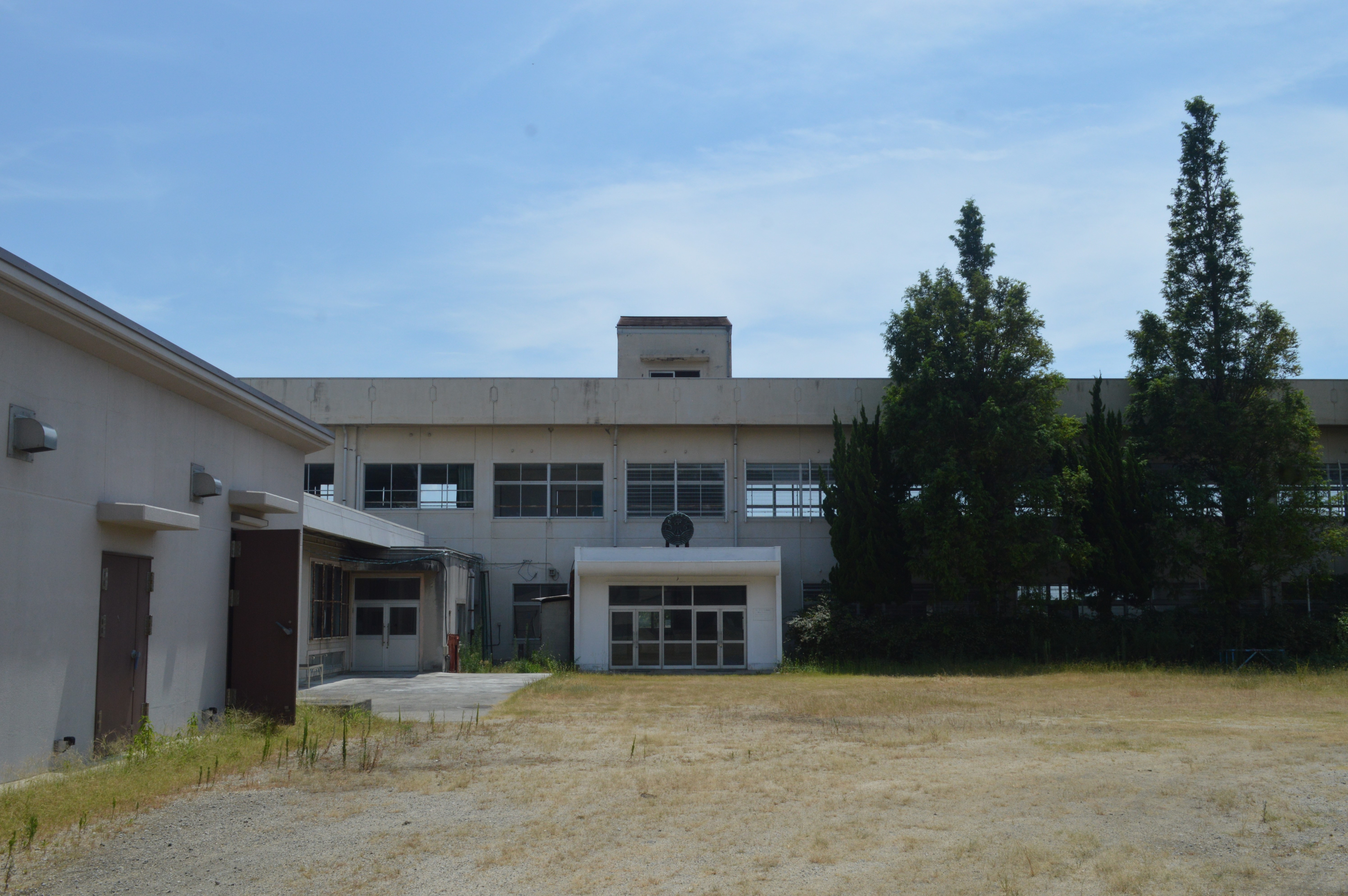
旧伊吹小学校

- 観音寺市伊吹支所
- 伊吹公民館
- 伊吹漁村センターと伊吹漁業協同組合
- 旧伊吹小学校

## 名所・旧跡

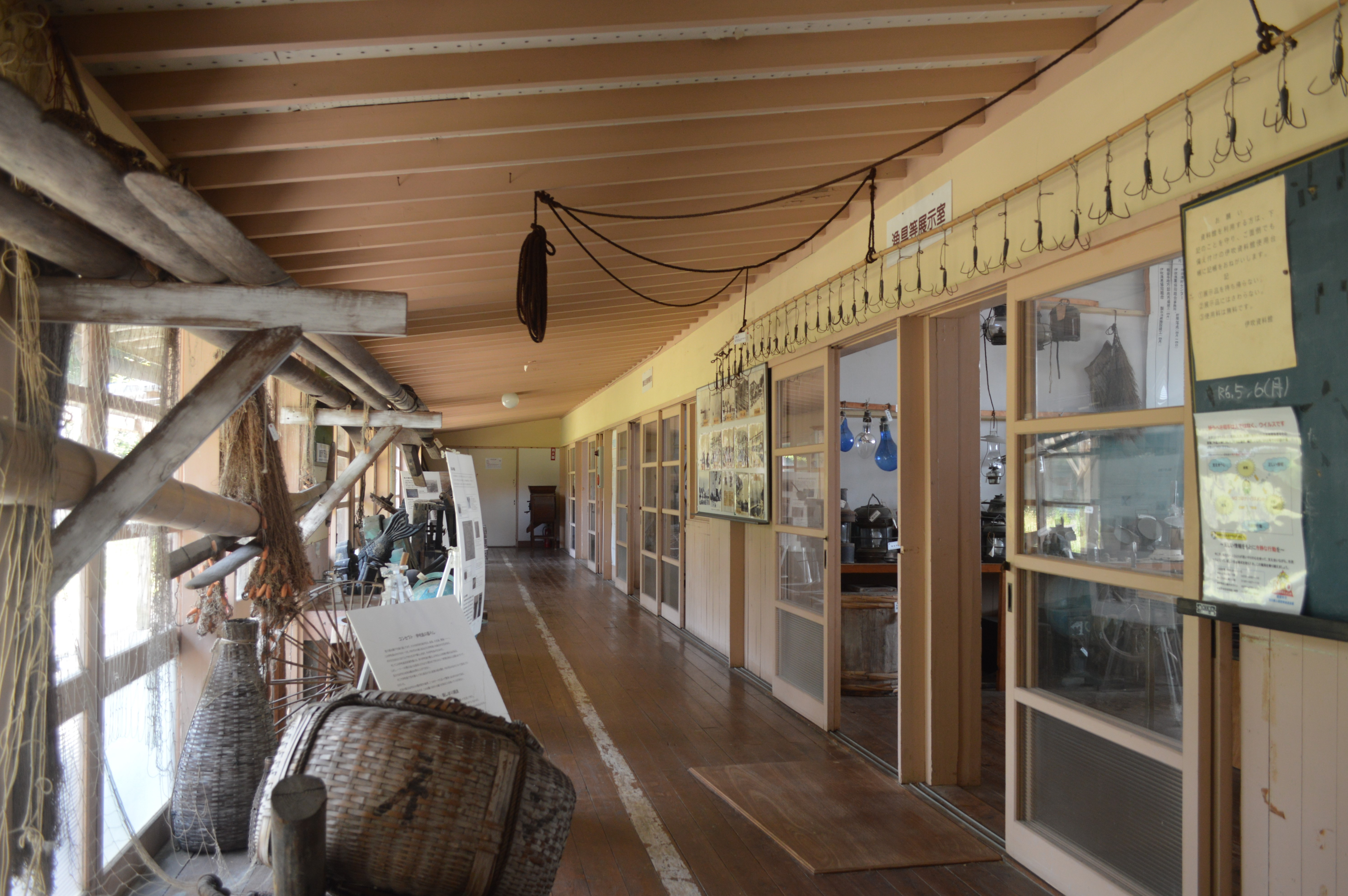
伊吹島民俗資料館

- 泉蔵院 - 真言宗大覚寺派の寺院。天治元年（1124年）創建と伝わる。延宝3年（1675年）には鐘楼が建てられた。本堂、観音堂、山門などの建物があり、境内の東側には天満宮がある。
- 西の堂
- 滝宮神社
- 島四国 - 泉蔵院から西の堂まで、おもに海岸沿いにある四国八十八箇所に見立てた石仏を巡る島四国がある。毎年旧暦3月21日に行なわれる。島の人は「おしこくさん」と呼ぶ。
- 伊吹島民俗資料館 - 旧伊吹幼稚園の建物を用いた資料館。伊吹島の漁具・民具・文書などを保存展示しており、秋季には敷地内にアサギマダラが飛来する[44]。
- 石門 - 島の北西端の海岸にある、波の浸食作用で出来た石門。
- 出部屋（伊吹産院）跡 - 出産した女性が新生児と生活した産室の跡地。出部屋は1970年（昭和45年）まで用いられ、1983年（昭和58年）に解体された。
- 金田一春彦先生の歌碑 - 1983年（昭和58年）に伊吹島を訪れた言語学者の金田一春彦の歌碑。2004年（平成16年）10月31日建立。

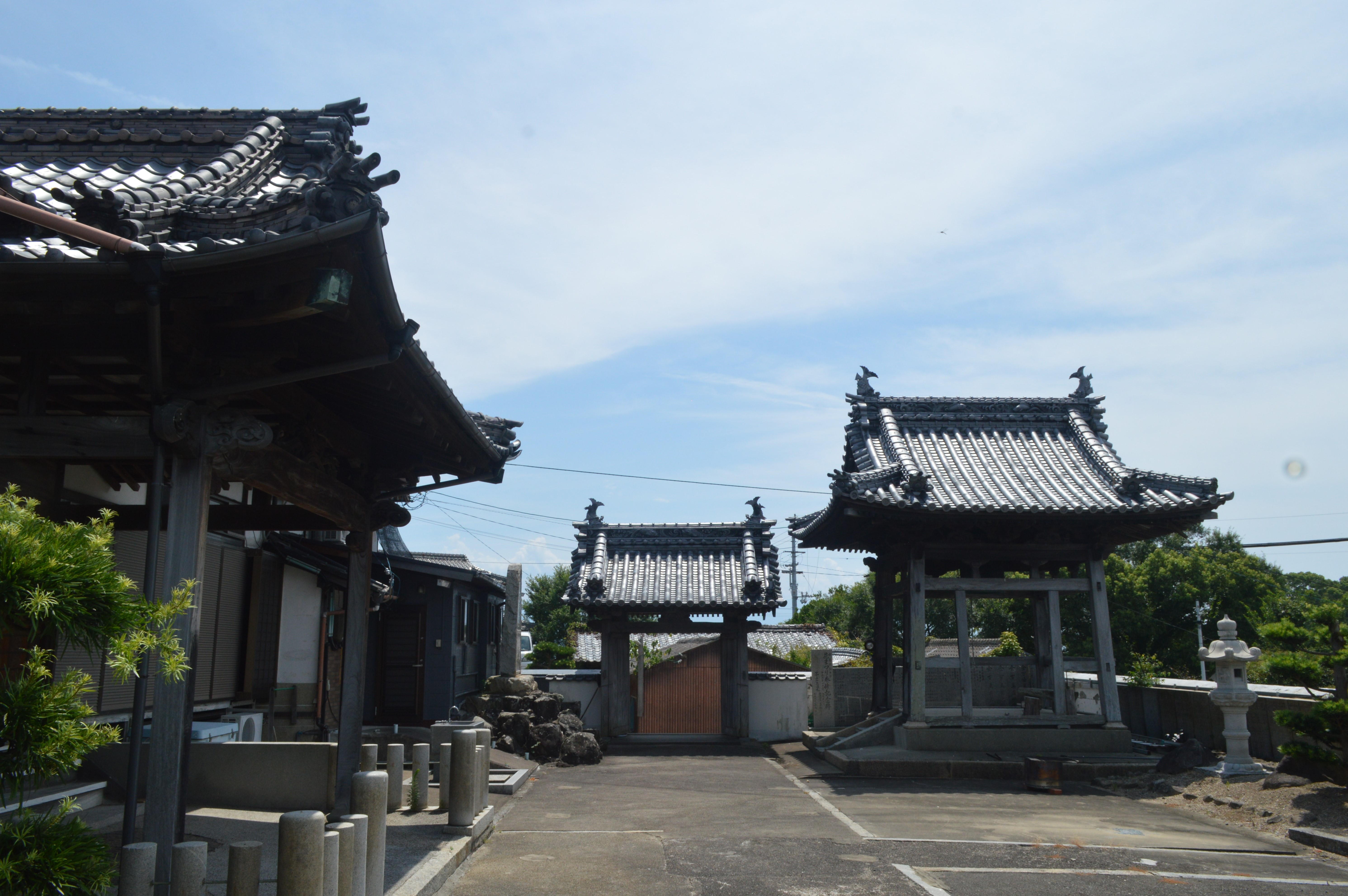
泉蔵院
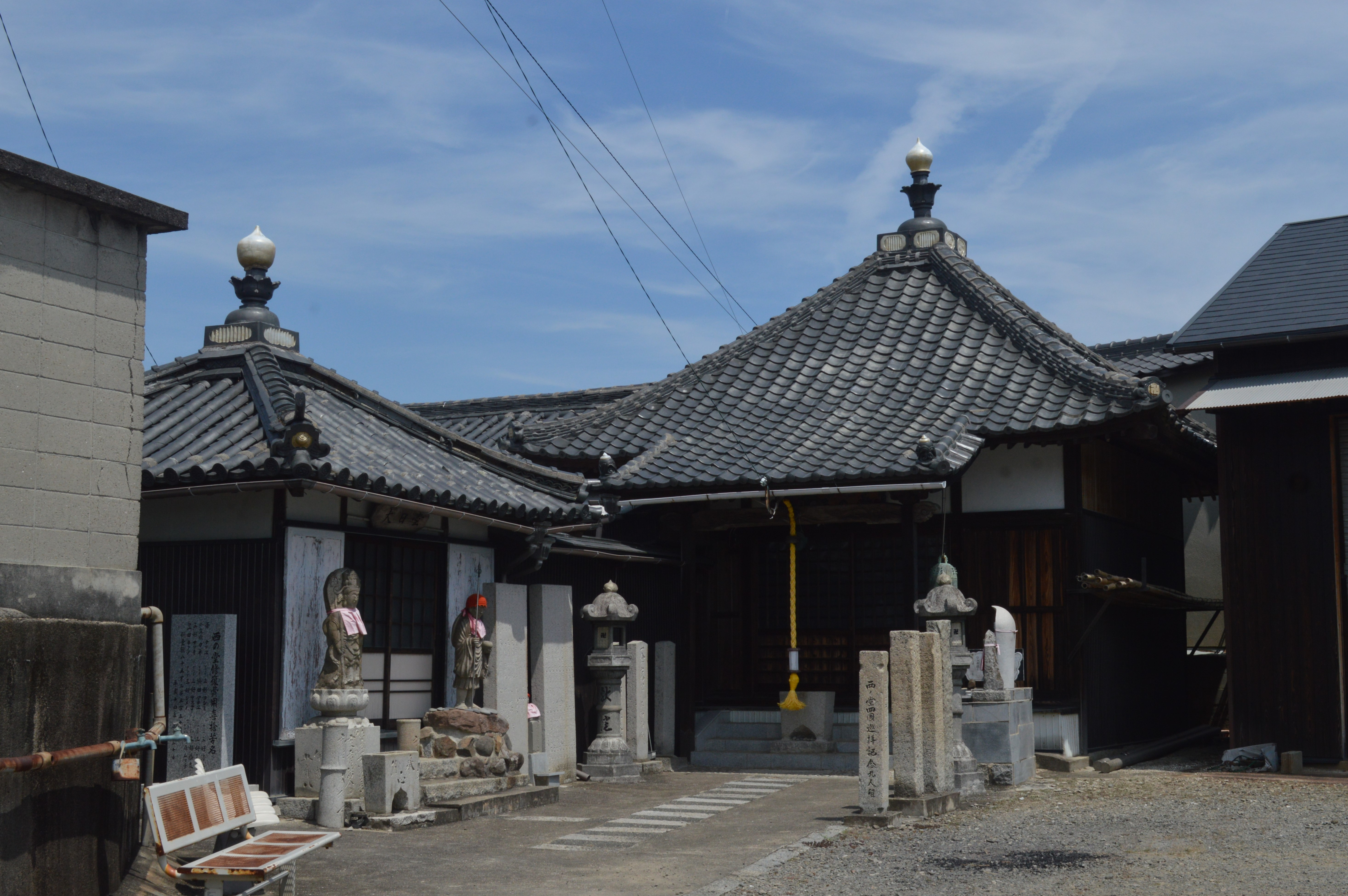
西の堂

### 伊吹八幡神社

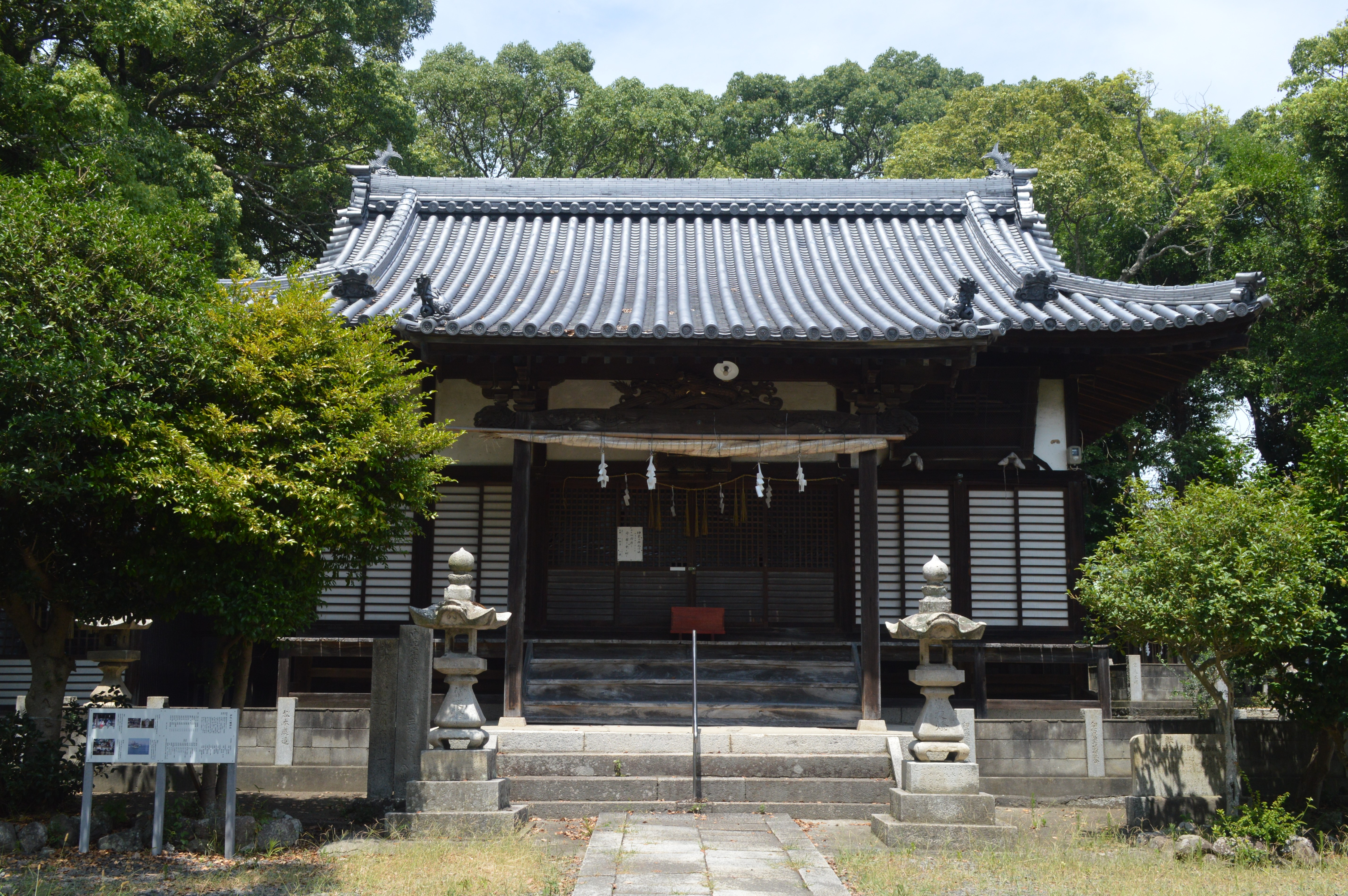
伊吹八幡神社

伊吹八幡神社は伊吹島の氏神である。祭神は応神天皇、神功皇后、玉依姫命。10月第1土曜・日曜には秋祭りが行われ、チョウサと呼ばれる太鼓台が登場する。
天治元年（1124年）3月15日に琴弾八幡宮から勧請されたと伝わる。天正15年（1587年）には三好義兼が大小2枚の鏡を献納した。慶長12年（1607年）には社殿が焼失したが、慶長年間には再興されて御神体の開眼供養が行われた。延宝3年（1675年）にも再建された。
随神門は元禄15年（1702年）8月に建立され、1882年（明治15年）に再建されると、1968年（昭和43年）に修復された。1921年（大正10年）に拝殿が改築され、それまでの拝殿は絵馬堂（後に神楽殿）となった。

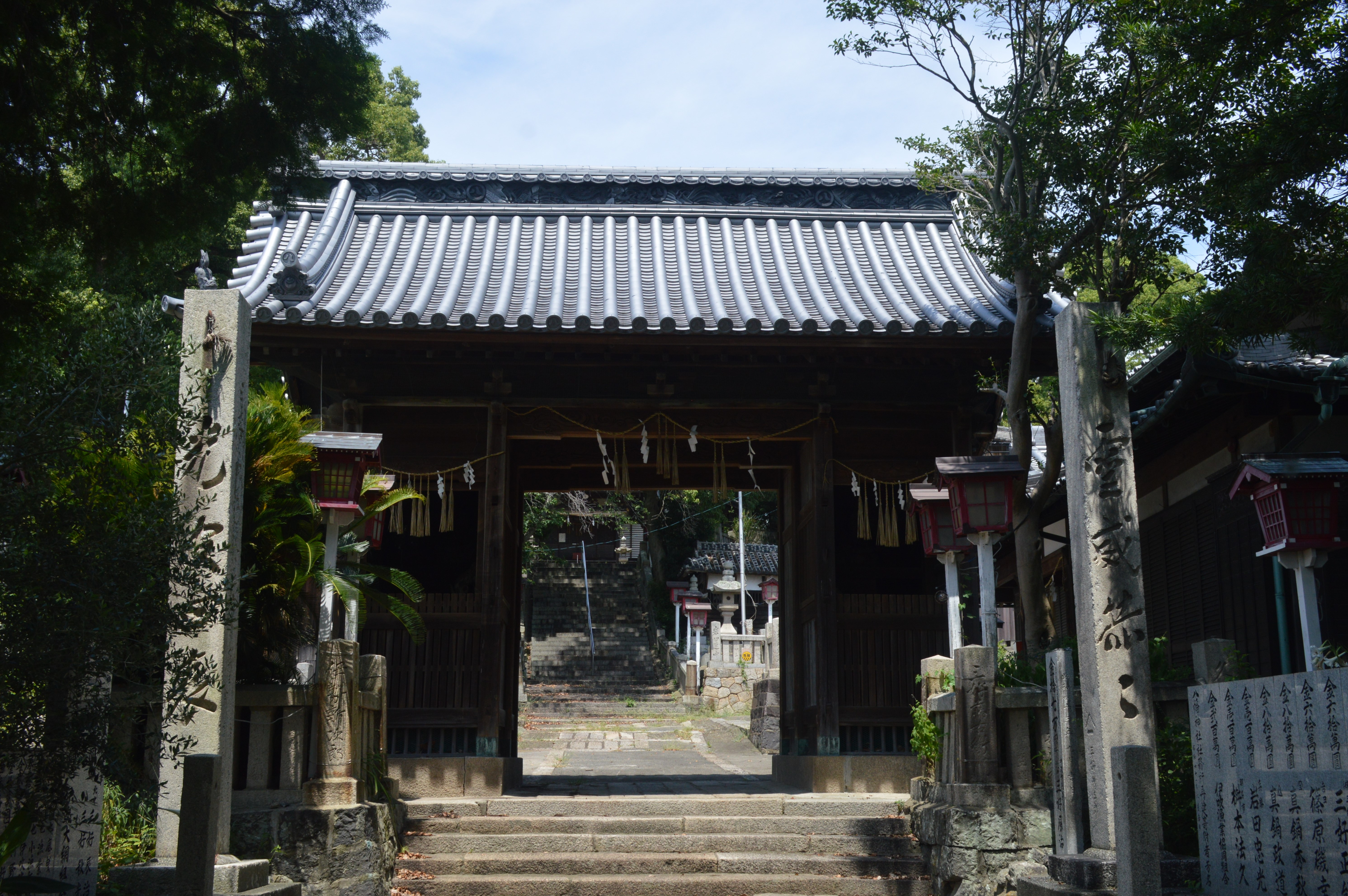
随神門
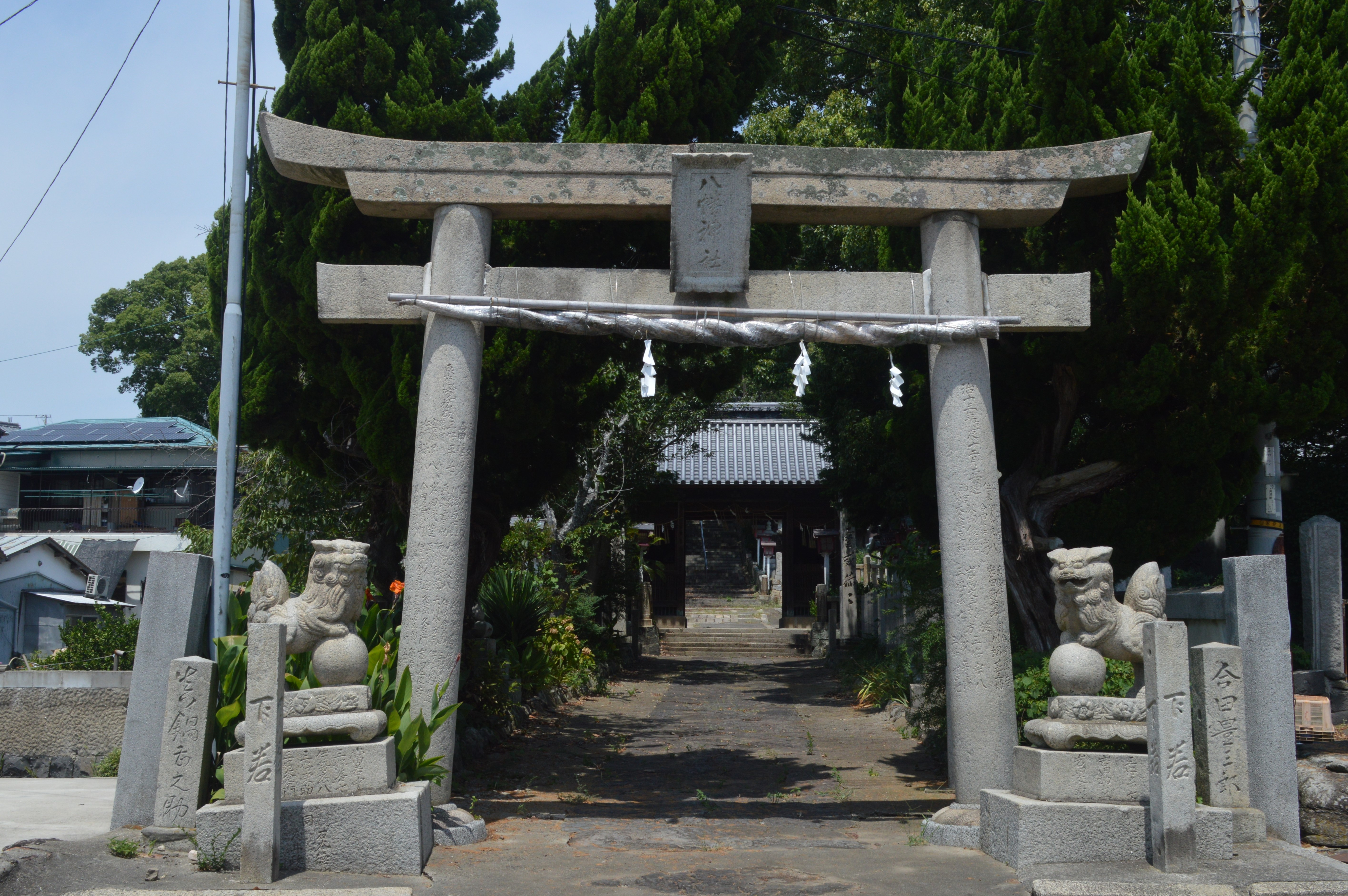
鳥居
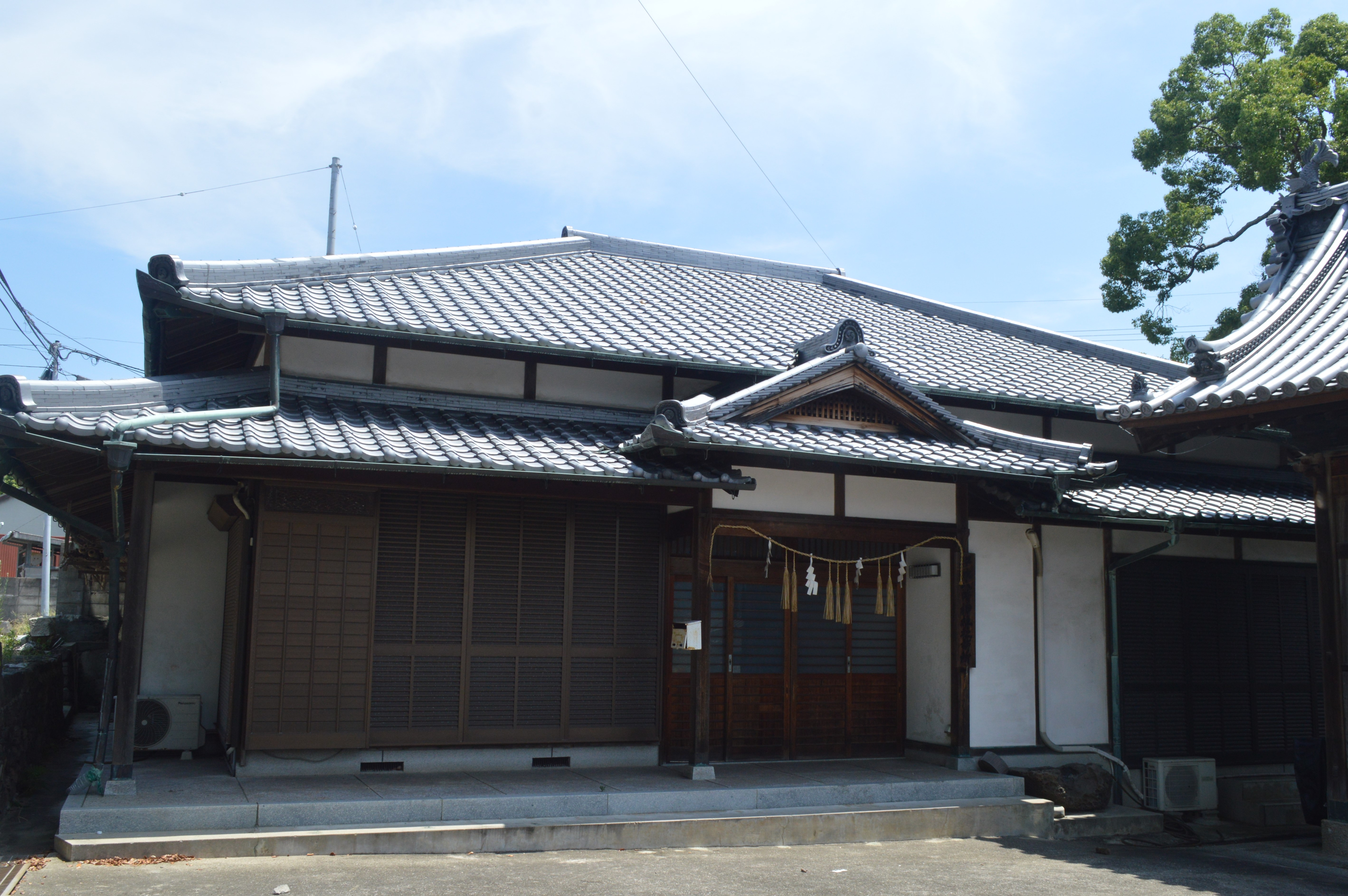
社務所

## 出身者
- 萬屋金兵衛 - 網元。文化・文政年間（1804年～1830年）に私財を投じて真浦港の原型を築いた[47][48]。1777年生、1854年没[49]。
- 伊瀬峰治 - 漁師、伊吹漁業組合長。香川県会議員。1894年生、1971年没[49]。
- 三好文司 - 網元。観音寺町会議員・伊吹村長。春日旅館近くには石碑「三好文司翁之碑」がある。1898年生、1961年没[49]。
- 伊瀬芳吉 - 実業家。ダイハツ工業社長。1905年生。2000年没。
- 川端喜久治 - 漁師、伊吹漁業組合長。観音寺市議会議長。観音寺市立伊吹小・中学校近くには銅像「川端喜久治翁像」がある。1912年生、1982年没[49]。
- 伊瀬仙太郎 - 東洋史学者[50]。東京学芸大学名誉教授。1913年生。1999年没。
- 吉田重義 - ボートレーサー[15]。